# 의개운천
《의개운천》(義蓋雲天, A Hearty Response)은 홍콩에서 제작된 나문 감독의 1986년 액션, 코미디 영화이다. 주윤발 등이 주연으로 출연하였다. 대한민국에서는 《에스케이프 걸》이라는 이름으로 개봉되었다.

## 출연

### 주연
- 주윤발 : 봉 역
- 왕조현 : 공선 역

### 조연
- 정칙사
- 이향금
- 여방
- 진패
- 선웨이
- 황윈스